# Skin (album của Flume)
Skin là album phòng thu thứ hai của nhạc sĩ nhạc điện tử người Úc Flume. Album được phát hành ngày 27 tháng 5 năm 2016 bởi hãng thu âm Future Classic. Album đã được phát trực tuyến trên Facebook ngày 26 tháng 5, gồm cả video phỏng vấn Flume bởi Phil Taggart tại bữa tiệc thưởng thức album tại Luân Đôn.

## Tiếp nhận phê bình
Skin nhận được những phản hồi tích cực từ những nhà phê bình. Tại Metacritic, album nhận được 77 điểm trên 100 từ các nhà phê bình nổi tiếng, dựa trên 5 bài đánh giá. Cây viết Craig Mathieson của tờ The Sydney Morning Herald giành tặng những đánh giá tích cực, anh khẳng định rằng "Album gợi sự say mê và hài hòa". David Smith của tờ London Evening Standard cũng đưa ra những phản hồi tích cực tương tự, khẳng định rằng "thứ âm nhạc này làm được nhiều hơn là khiến đôi chân nhún nhảy".